# Železné Horky
Vesnice Železné Horky (německy Eisenberg) je součástí Havlíčkovy Borové. Leží jihozápadně od Havlíčkovy Borové. Při posledním sčítání lidu zde žilo 25 osob. Při severním a západním okraji osady protéká Borovský potok, který je pravostranným přítokem řeky Sázavy. U Železných Horek se do Borovského potoka vlévá zprava Jitkovský potok.

## Historie
První písemná zmínka pochází ze 14. století, kde na místě stál dvůr s tvrzí. V roce 1654 byla ves vylidněna a pozemky patřily Polné. V roce 1787 byla založena ves. Do konce 17. století byla ve vsi zpracovávána železná ruda.[zdroj⁠?!]
V obci se zvyšoval počet obyvatel a proto zde byla v roce 1903 založena škola. Železné Horky se od Havlíčkovy Borové oddělily v roce 1922. Díky krajině bohaté na kámen byl v roce 1946 otevřen kamenolom.
V roce 1962 došlo k opětovnému sloučení s Havlíčkovou Borovou a v roce 1967 byly sloučeny i školy.

## Památky
- Tvrz (v současnosti sýpka)[3] vznikla ve 14. století. Byla postavena z lomového kamene a měla lichoběžníkový půdorys. V 17. století byla přestavěna na sýpku, čímž v přízemí vznikl rozšířený vstup a v 1. patře slabší zdi s okénky a prosekávanými mřížemi.
- Kaplička Nanebevzetí Panny Marie postavena v roce 1878
- Rozlučkový kříž

## Další fotografie

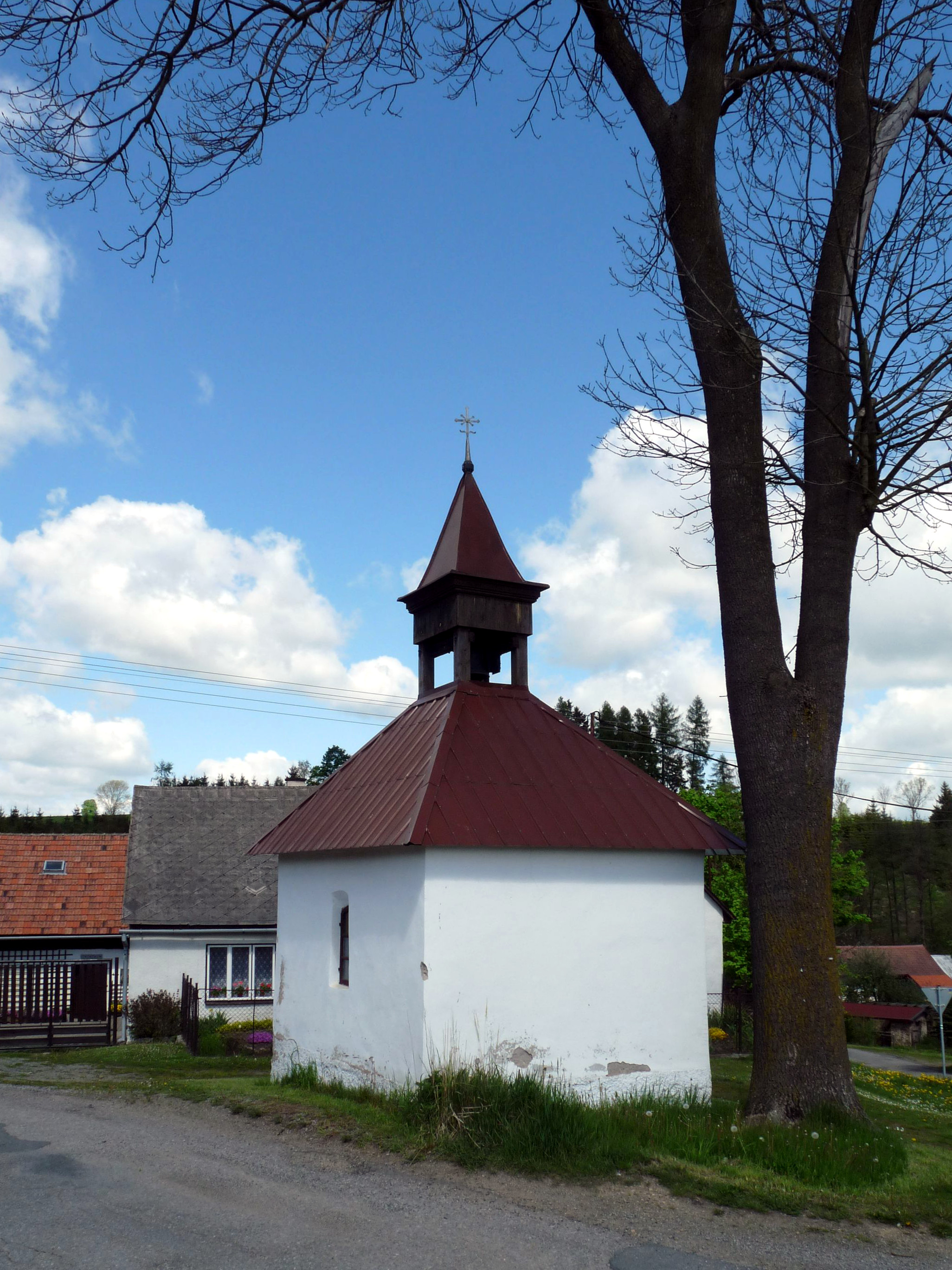
Kaplička v západní části vsi
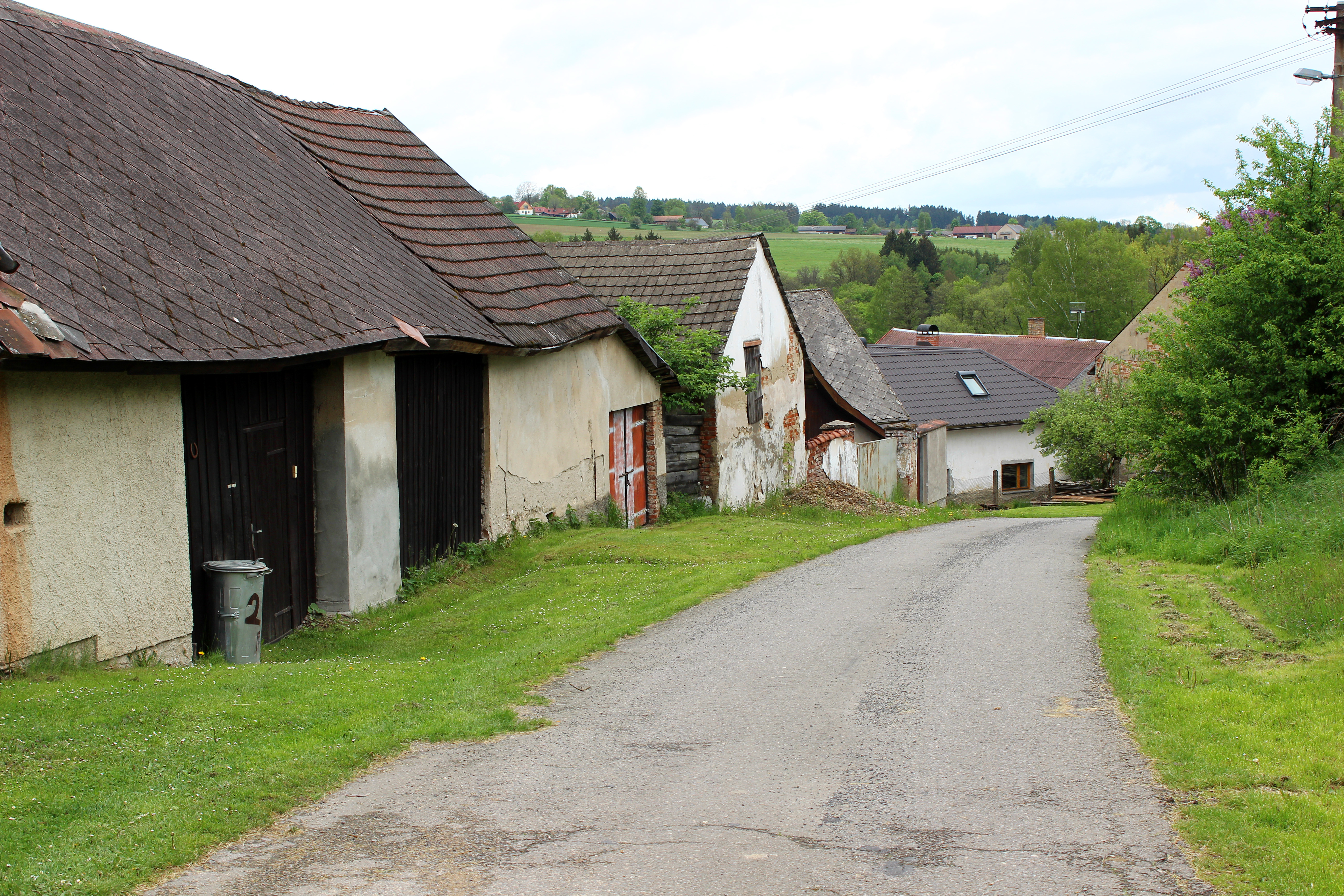
Příkrá ulice od tvrzi
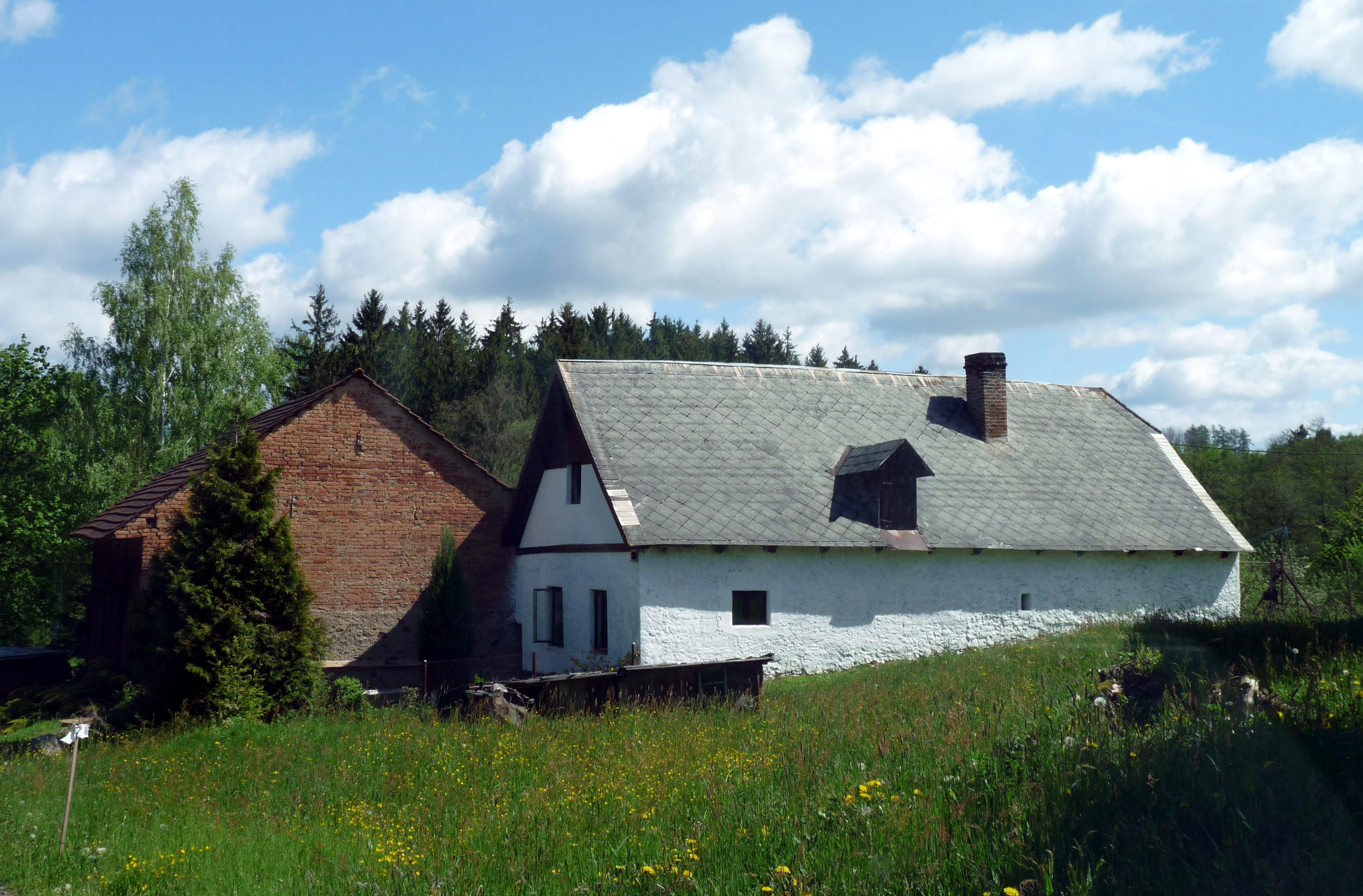
Statek ve východní části